# NOW 7
Now (That's What I Call Music 7) er et dansk opsamlingsalbum udgivet 26. marts 2004 i kompilation-serien NOW Music.

## Spor
1. The Black Eyed Peas: "Shut Up"
2. Britney Spears: "Toxic"
3. One-T + Cool-T: "The Magic Key"
4. Blue feat. Stevie Wonder & Angie Stone: "Signed, Sealed, Delivered I'm Yours"
5. OutKast: "Hey Ya!"
6. Alex: "So Beautiful"
7. Kylie Minogue: "Red Blooded Woman"
8. Westlife: "Mandy"
9. P!nk: "God Is A DJ"
10. Bent Fabric: "Shake"
11. Swan Lee: "I Don't Mind"
12. Beyoncé: "Me, Myself And I"
13. Erann DD: "Say Something Nice"
14. Christina Aguilera: "The Voice Within"
15. L.O.C.: "Undskyld"
16. Lisa Miskovsky: "Lady Stardust"
17. Justin Timberlake: "I'm Lovin' It"
18. Michael Andrews feat. Gary Jules: "Mad World"
19. Norah Jones: "Sunrise"